# Musiqq
Musiqq — латвійський R&B-дует, утворений 2009 року після розпаду попереднього проекту музикантів «Device». До складу групи входять Марат Оглєзнєв (латис. Marats Ogļezņevs) і Еміль Балцеріс (латис. Emīls Balceris). Композиції групи стали хітовими в Латвії, їх музика програється на місцевих музичних радіостанціях.
26 лютого 2011 дует виграв національний відбір на конкурс Євробачення 2011. Гурт виступив на конкурсі з піснею «Angel in Disguise» («Замаскований янгол») у другому півфіналі, 14 травня, але до фіналу не пройшов .

## Музичний стиль
Музичний стиль Musiqq загалом вважається стилем поп та R&B. Автором текстів та музики є Марат Оґлезнєвс. Вони самі аранжують та продюсують власні пісні трьома різними мовами – латиською, англійською та російською.

## Дискографія
- 2010 — Šī ir tikai mūzika